# Нампульська архідіоцезія
Нампу́льська архідіоце́зія (лат. Archidioecesis Nampulensis; ісп. Arquidiocese de Nampula) — архідіоцезія римського обряду Католицької церкви в Мозамбіці, з центром у місті Нампула.  Входить до складу Нампульської церковної провінції.  Заснована 4 червня 1984 року. Голова — архієпископ Нампульський. Центральний храм — Нампульський собор. Суфраганні діоцезії — Лішингська, Накальська і Пембська.   Чинний голова — Ігнасіо Сауре, архієпископ Нампульський.

## Архієпископи
- Ігнасіо Сауре

## Статистика
Згідно з «Annuario Pontificio» і Catholic-Hierarchy.org:
| Рік  | Населення | Населення | Населення | Священики | Священики | Священики | Священики           | Диякони | Ченці    | Ченці | Парафії |
| Рік  | католики  | загалом   | %         | загалом   | секулярні | ченці     | вірних на священика | Диякони | чоловіки | жінки | Парафії |
| ---- | --------- | --------- | --------- | --------- | --------- | --------- | ------------------- | ------- | -------- | ----- | ------- |
| 1949 | 31.041    | 1.919.767 | 1,6       | 74        | 4         | 70        | 419                 |         | 51       | 57    | 4       |
| 1970 | 224.342   | 1.850.000 | 12,1      | 87        | 12        | 75        | 2.578               |         | 105      | 125   | 8       |
| 1980 | 248.752   | 1.973.000 | 12,6      | 44        | 6         | 38        | 5.653               | 1       | 56       | 82    | 52      |
| 1990 | 295.340   | 3.003.000 | 9,8       | 46        | 6         | 40        | 6.420               |         | 57       | 115   | 55      |
| 1999 | 245.845   | 2.000.000 | 12,3      | 43        | 17        | 26        | 5.717               |         | 40       | 143   | 36      |
| 2000 | 261.833   | 2.000.000 | 13,1      | 39        | 17        | 22        | 6.713               |         | 54       | 156   | 36      |
| 2001 | 274.678   | 2.000.000 | 13,7      | 47        | 20        | 27        | 5.844               |         | 65       | 148   | 37      |
| 2002 | 493.016   | 2.300.000 | 21,4      | 70        | 20        | 50        | 7.043               |         | 95       | 110   | 37      |
| 2003 | 307.214   | 2.600.000 | 11,8      | 53        | 23        | 30        | 5.796               |         | 78       | 138   | 37      |
| 2004 | 308.111   | 2.700.000 | 11,4      | 67        | 36        | 31        | 4.598               |         | 82       | 144   | 37      |
| 2013 | 448.289   | 3.474.000 | 12,9      | 76        | 36        | 40        | 5.898               |         | 98       | 161   | 40      |
| 2016 | 499.000   | 3.698.000 | 13,5      | 78        | 44        | 34        | 6.397               |         | 81       | 197   | 40      |

## Суфраганні діоцезії
1. Лішингська діоцезія
2. Накальська діоцезія
3. Пембська діоцезія